# Нагоре Габельянес
Нагоре Габельянес (ісп. Nagore Gabellanes, 25 січня 1973) — іспанська хокеїстка на траві.
Олімпійська чемпіонка 1992 року, учасниця 1996 року.
Срібна призерка Чемпіонату Європи 1995 року.